# نیلز زامبیل
نیلز زامبیل (انگلیسی: Nils Zumbeel؛ زادهٔ ۱۹ ژانویهٔ ۱۹۹۰) بازیکن فوتبال اهل آلمان است.
از باشگاه‌هایی که در آن بازی کرده‌است می‌توان به باشگاه فوتبال اسنابروک اشاره کرد.